# Diestostemma albipenne
Diestostemma albipenne är en insektsart som först beskrevs av Fabricius 1803.  Diestostemma albipenne ingår i släktet Diestostemma och familjen dvärgstritar. Inga underarter finns listade i Catalogue of Life.